# Малайска федерация
Малайската федерация (на английски: Federation of Malaya; на малайски: Persekutuan Tanah Melayu), съществувала от 1948 до 1963 г., е бивша британска колония и после независима дължава в южната част на Малайския полуостров, обединила се с други земи в днешната Малайзия. Има територия от 132 364 км2.
През 1946 г. като коронна колония е учреден протекторатът Малайски съюз (Malayan Union), който включва 11 щата (британски протекторати): 9 малайски монархии (княжества) и 2 поселения от коронната колония Проливни поселения:
- 4 федерирани монархии от протектората Федерирани малайски щати: Негери Сембилан, Паханг, Перак, Селангор;
- 5 нефедерирани монархии протекторати: Джохор, Кедах, Келантан, Перлис, Теренггану;
- 2 поселения: Малака, Пенанг.

Сингапур, дотогава проливно поселение, не е включен в Малайския съюз, а се управлява като коронна колония от 1946 г. Столицата на Малайския съюз е град Куала Лумпур (дотогава столица на Федерираните малайски щати, както и на княжеството Селангор). Поради обструкции от страна на малайски националисти колонията се оказва нежизнеспособна. През януари 1948 г. Малайският съюз е преобразуван в Малайска федерация.
Държавни глави на Малайската федерация през 15-те години съществуване са:
- 1957 – 1960: крал Туанку Абдул Рахман;
- 1960 – 1960: крал Хисамуддин Алам Шах;
- 1960 – 1963: крал Туанку Сиед Путра.

Във Федерацията владетелите на малайските монархии си връщат позициите на държавни глави, от които са лишени в Съюза. Малайските княжества стават британски протекторати, а поселенията Пинанг и Малака – британски колониални територии.
На 31 август 1957 година Малайската федерация получава независимост в състава на британската Общност на нациите и става член на Организацията на обединените нации
Малайската федерация и коронните колонии Сингапур, Саравак и Северно Борнео се обединяват в държавата Малайзия през 1963 година. Сингапур се отделя като независима държава на 9 август 1965 г.